# Ladislav Moravetz
Ladislav Moravetz (* 1. února 1972 Velký Pereg, Rumunsko) je celocírkevním kantorem Českobratrské církve evangelické (ČCE), varhaníkem a sbormistrem pěveckého sboru při zlínském Farním sboru ČCE.

## Život a činnost
Pochází z české evangelické rodiny z Velkého Peregu (Peregu Mare) v západním Rumunsku. V roce 1991 přesídlil do České republiky a studoval na Církevní konzervatoři v Kroměříži, a dále pokračoval ve studiu církevní hudby na Církevní hudební škole v Berlíně a na Vysoké škole umění. Od roku 2010 vede Seminář církevní hudby Evangelické akademie (SCHEA), jehož absolventi od roku 2013 tvoří Spolek evangelických církevních hudebníků (SECH).
Je předsedou poradního odboru ČCE pro církevní hudbu a delegátem Evropské konference pro evangelickou církevní hudbu a rovněž sbormistrem při Farním sboru Českobratrské církve evangelické ve Zlíně. Vyučuje varhanní improvizaci na Konzervatoři P. J. Vejvanovského v Kroměříži a hymnologii na Konzervatoři Evangelické akademie v Olomouci. Žije ve Chvalčově pod Hostýnskými vrchy. Je autorem Podhostýnské mše. Vydal varhanní předehry a improvizace pod názvem Chvalčovské miniatury (2010) a Chvalčovské miniatury 2 (2014) a sbírku sborových skladeb a písňových úprav Zlínské sboropění (2014).